# David Giffin
David T. Giffin (Brisbane, 6 novembre 1973) è un ex rugbista a 15 australiano, seconda linea dei Brumbies dal 1996 al 2004, campione del mondo nel 1999 con gli Wallabies e due volte vincitore del Super 12.

## Biografia
Giffin, nativo di Brisbane, ha speso la sua intera carriera professionistica nei Brumbies, franchise del Super Rugby di Canberra, con la quale ha giocato fin dal suo primo incontro, l'apertura del Super 12 1996 contro il Northern Transvaal; con tale club ha vinto due titoli del Super 12, nel Super 12 2001, nella cui vittoriosa finale contro i sudafricani Sharks marcò anche una meta, e nel Super 12 2004, che coincise anche con il termine della sua carriera.
In Nazionale australiana Giffin esordì il 1º dicembre 1996 a Cardiff contro il Galles, poi fece un paio di apparizioni nel 1997 prima di tornare in pianta stabile nel 1999: convocato per la Coppa del Mondo di quell'anno nel Regno Unito, fece parte della squadra campione del mondo, che batté in finale la Francia, poi vinse due volte il Tri Nations, nel 2000 e nel 2001.
Fece parte anche, da vice capitano, della selezione che partecipò alla Coppa del Mondo di rugby 2003 che si tenne proprio in Australia, e nella quale gli Wallabies giunsero di nuovo in finale, tuttavia rimanendo sconfitti dall'Inghilterra; l'ultimo incontro in Nazionale di Giffin è la semifinale, vinta contro la Nuova Zelanda.
Dopo il ritiro Giffin fu cooptato come consulente nello staff tecnico della Nazionale in procinto di preparare il tour di fine anno 2004, ma dovette rinunciare a partire per l'Europa con la squadra per stare vicino al figlio di due anni e mezzo, cui fu diagnosticato un tumore.
Nel 2005, in occasione del decimo anno di rugby professionistico, la Federazione australiana decise di indire un sondaggio tra 30 giornalisti specializzati nel settore per stabilire quale fosse il miglior XV del decennio appena trascorso: nel ruolo di seconda linea David Giffin fu tra i componenti di tale squadra; all'attivo di Giffin anche un invito nei Barbarians, nel dicembre 2000, per un incontro con un XV del Sudafrica.

## Palmarès
- Coppe del mondo: 1
Australia: 1999
- Super 12: 2
Brumbies: 2001, 2004